# MRNA-Capping-Enzym
Das mRNA-Capping-Enzym (CE) ist eines von zwei Enzymen in Eukaryoten, die mRNA bereits während der Transkription mit einer schützenden Molekülgruppe, der sogenannten 5'-Cap-Struktur versehen. Speziell das CE bringt einen Guanylylrest an der mRNA an, der später noch methyliert wird. Dazu sind zwei Reaktionsschritte notwendig, die von zwei verschiedenen Proteindomänen auf dem CE-Enzym katalysiert werden. Es handelt sich also um ein bifunktionales Enzym. Im Mensch sind vier CE-Isoformen bekannt, die in verschiedenen Gewebetypen vorkommen und teilweise ihre enzymatische Aktivität verloren haben.
CE ist Teil des sogenannten Capping-Komplexes, der nach Dissoziation des Präinitiationskomplexes nach seiner Trennung vom Promotor entsteht und unter anderem die RNA-Polymerase-II und die beiden Capping-Enzyme enthält.

## Weiterführende Literatur
- reactome: mRNA capping -- doi:10.3180/REACT_1470.1